# Torneio Pentagonal do México de 1961
O Torneio Pentagonal do México de 1961 foi uma competição de futebol disputada no México.
Foi disputada por três equipes mexicanas (Chivas Guadalajara, Necaxa e Oro Jalisco), o Santos do Brasil e Independiente da Argentina. O Chivas Guadalajara foi o campeão desta edição.

## Participantes
- Club Deportivo Guadalajara
- Club Deportivo Oro
- Club Necaxa
- Club Atlético Independiente
- Santos Futebol Clube

## Partidas[1]
| 20 de janeiro de 1961 | Club Deportivo Oro | 2-1 | Club Atlético Independiente |  |
|                       |                    |     |                             |  |

| 2 de fevereiro de 1961 | Club Necaxa                                           | 4-3 | Santos Futebol Clube        | Estádio Olímpico Universitário, Cidade do México                |
|                        | 2' 68' Dante Juarez · 10' Agustín Peniche · 52' Ortiz |     | 15' 62' Pepe · 31' Coutinho | Público: 55,000 Renda: Cr$ 10.455.000,00 Árbitro: Ramiro Garcia |

| 5 de fevereiro de 1961 | Club Deportivo Oro | 2-2 | Club Necaxa |  |
|                        |                    |     |             |  |

| 5 de fevereiro de 1961 | Club Atlético Independiente | 3-1 | Club Deportivo Guadalajara |  |
|                        |                             |     |                            |  |

| 9 de fevereiro de 1961 | Club Deportivo Guadalajara | 0-0 | Santos Futebol Clube | Estádio Olímpico Universitário, Cidade do México                 |
|                        |                            |     |                      | Público: 50,000 Renda: Cr$ 9.860.000,00 Árbitro: Fernando Buergo |

| 12 de fevereiro de 1961 | Club Deportivo Guadalajara | 4-0 | Club Necaxa |  |
|                         |                            |     |             |  |

| 12 de fevereiro de 1961 | Club Deportivo Oro | 2-2 | Santos Futebol Clube   | Estádio Olímpico Universitário, Cidade do México                 |
|                         | 18' 85' Mercado    |     | 16' Pagão · 30' Calvet | Público: 70,000 Renda: Cr$ 11.050.000,00 Árbitro: Juan Rodriguez |

| 16 de fevereiro de 1961 | Santos Futebol Clube                             | 4-1 | Club Atlético Independiente | Estádio Olímpico Universitário, Cidade do México                  |
|                         | 14' Zito · 55' Coutinho · 57' Dorval · 59' Pagão |     | 82' Garro                   | Público: 70,000 Renda: Cr$ 11.200.000,00 Árbitro: Fernando Buergo |

| 16 de fevereiro de 1961 | Club Deportivo Guadalajara | 2-1 | Club Deportivo Oro |  |
|                         |                            |     |                    |  |

| 19 de fevereiro de 1961 | Club Atlético Independiente | 1-1 | Club Necaxa |  |
|                         |                             |     |             |  |

## Classificação final[1]
| Classificação | Time                        | Jogos | Pontos ganhos | Vitórias | Empates | Derrotas | Saldo de Gols |
| ------------- | --------------------------- | ----- | ------------- | -------- | ------- | -------- | ------------- |
| 1º            | Club Deportivo Guadalajara  | 4     | 5             | 2        | 1       | 1        | +3            |
| 2º            | Santos Futebol Clube        | 4     | 4             | 1        | 2       | 1        | +2            |
| 3º            | Club Deportivo Oro          | 4     | 4             | 1        | 2       | 1        | 0             |
| 4º            | Club Necaxa                 | 4     | 4             | 1        | 2       | 1        | -3            |
| 5º            | Club Atlético Independiente | 4     | 3             | 1        | 1       | 2        | -2            |

| Torneio Pentagonal do México de 1961           |
| México                                         |
| ---------------------------------------------- |
| Club Deportivo Guadalajara Campeão (1º título) |